# Mark Gorski

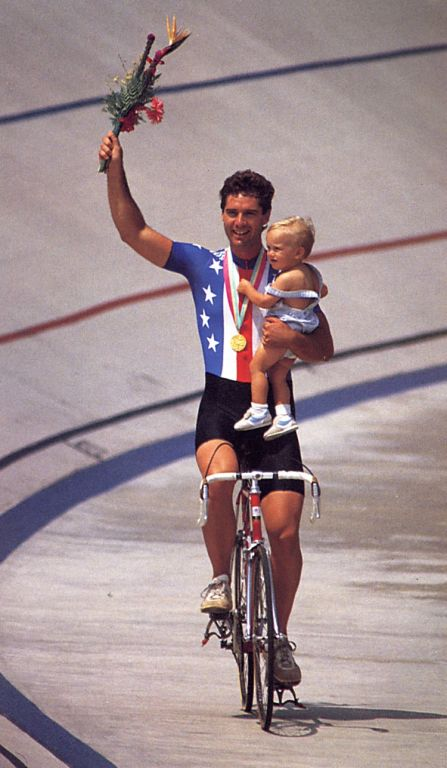
Mark Gorski, 1984

Mark Brian Gorski (* 6. Januar 1960 in Evanston, Illinois) ist ein ehemaliger US-amerikanischer Radrennfahrer und Radsportfunktionär.
Gorski begann 1974 mit dem Radsport und hatte 1978 seinen ersten größeren Erfolg, als er US-amerikanischer Juniorenmeister im Bahnsprint wurde. 1980 und 1983 wurde er in derselben Disziplin US-Meister der Erwachsenen und wurde aufgrund des Gewinns 1983 für die Olympischen Sommerspiele 1984 in Los Angeles nominiert. Bei den Spielen setzte er sich im Finale des Bahnsprint-Turniers gegen seinen Landsmann Nelson Vails durch und gewann die Goldmedaille, was Gorskis größter sportlicher Triumph wurde. Bei den Bahnradweltmeisterschaften wurde er 1985 Vierter, 1986 Fünfter. Bei den Panamerikanischen Spielen 1987 gewann er eine Silbermedaille. Gorski gewann mehrere Große Preise im Sprint, so in Berlin 1986 und 1987 sowie in Budapest 1982. Er startete für den Verein Eastside Wheelmen.
Nach dem Rückzug vom aktiven Sport wurde Gorski Vorstandsmitglied des US-amerikanischen Radsportverbandes und diente diesem auch als Sportlicher Leiter. 1999 wurde Gorski Direktor des Teams US Postal Service Pro Cycling Team, mit dem Lance Armstrong fünfmal die Tour de France gewann.
Gorski wurde 1995 in die United States Bicycling Hall of Fame des US-amerikanischen Radsports eingeführt.